# Андон Чауш
Андониос или Андонис Киряку Фостеридис (на гръцки: Aντώνιος, Αντώνης Κυριάκου Φωστηρίδης), известен като Андон Чауш (Αντών Τσαούς), е гръцки революционер, водач на паравоенна групировка, действала в Драмско и Кавалско по време на окупацията на областта от България в годините на Втората световна война.

## Биография
Фостеридис е роден в 1912 година в понтийското туркогласно село Ерикли в района на Бафра. Баща му Кирякос е активен гръцки деец в Понт през размирините 1916 - 1922 година. Семейството му се изселва след краха на Гърция в Гръцко-турската война и е заселено в село Рахча в района на Драма. Фостеридис работи като полски пъдарин, а по-късно става сержант в гръцката армия, откъдето идва и прякорът му Чауш.

### Втора световна война
След разгрома на организираното от комунистическата съпротива Драмско въстание в 1941 година, в района трайно се настанява дясната националистическа съпротива, оглавена от Андон Чауш, който става нелегален вероятно в 1942 година след като убива жена си. Фостеридис оглавява първоначално малка чета от 15-17 души, предимно негови съселяни. По-късно влиза в контакт с други независими националистически чети като тази на Панделис Пападакис, действаща в района на Боздаг, на Анастасиос Аврамидис, която действа в гората Кара дере, и на Теодорос Микропулос, действаща в Байрям дере.
Първоначално Андон Чауш си сътрудничи с комунистическите отряди ЕЛАС, но след офанзивата на ЕЛАС срещу националистите в Кушница на 16 декември 1943 година, отношенията им силно се влошават. На 1 януари 1944 година Фостеридис унищожава с жестока изненадваща атака малките групи на ЕЛАС в района на Чалдаг, като убива 16 души и пленява толкова, от които всички с изключение на двама са екзекутирани. Така Андон Чауш става единствен ръководител на съпротивата в Драмско и Кавалско. В средата на януари при нападение срещу група на ЕЛАС в Боздаг е пленен майор Гай Майкълуейт (известен като Мик Милър), британски офицер за свръзка. Въпреки екзекуцията на личния му гид от ЕЛАС, Милър открива, че похитителите му са по-близо като политически възгледи от ЕЛАС и съобщава това по радиото на главното командване в Египет. Също така урежда и доставки по въздуха на припаси и оръжие. През февруари с благословията на правителството в Кайро и на съюзническото командване в Близкия изток, Фостеридис е обявен за главнокомандващ на Националните революционни отряди (ЕАО). Съюзниците снабдяват ЕАО с оръжие, продоволствие и пари. Добре снабден, през април Фостеридис започва да действа успешно срещу българските окупационни части и срещу ЕЛАС. През май отрядът му възлиза на 250 души. До септември Фостеридис е в постоянни сблъсъци с българските части.
През септември Фостеридис се договаря с българския комендант на Драма да отстъпи контрола на града на него, но в крайна сметка градът е предаден на ЕЛАС.

### Гражданска война
През декември 1944 година при опита на ЕЛАС да овладее страната Фостеридис е в Атина и се сражава при жандармерийските казарми Макрияни. През февруари 1945 година частите на Андон Чауш тероризират българските села в Източна Македония – на 20 февруари 1945 година е нападнато село Волак, убити са 7 души, 40 къщи са опожарени, а 350 души бягат в България. В същия ден е нападнато и ограбено село Чучулигово, 15 души са арестувани, а 33 изгонени в България.
По време на избухналата Гръцката гражданска война Фостеридис командва част първо в Тракия, а след 1947 година и в Източна Македония. В 1948 година е произведен в подполковник от артилерията и е направен командващ на батальона Фостеридис, който включва бивши членове на ЕОА.
В 1952 година е избран за депутат от партията Гръцки сбор. Умира от рак в 1979 година.